# Suandiwiraala
Suandiwiraala (ur. 10 sierpnia 1984) – indonezyjski zapaśnik walczący w stylu wolnym. Brązowy medalista igrzysk Azji Południowo-Wschodniej w 2009 roku.